# Jakiw Wojtiuk
Jakiw Wojtiuk (ur. w 1894 w Sielcu – zm. 3 listopada 1937 w Sandarmoch) – ukraiński działacz społeczny na Chełmszczyźnie, poseł na Sejm I kadencji.
Ukończył szkołę cerkiewną i 3 lata seminarium duchownego. Od 1914 w rosyjskiej armii, w stopniu chorążego. W 1919 organizator w Kobryniu oddziału „Siczy Poleskiej” walczącego z wojskami polskimi. Następnie redaktor ukraińskiej gazety ''Nasze Życie'' wychodzącej w Chełmie. Poseł na Sejm I kadencji, początkowo w Klubie Ukraińskim, od 1924 w klubie komunistów. W 1928 wyjechał do Ukraińskiej Socjalistycznej Republiki Radzieckiej, pracował jako wykładowca uczelni w Charkowie, 11 maja 1933 aresztowany i sądzony w sfabrykowanym przez organa OGPU procesie Ukraińskiej Organizacji Wojskowej. W wyniku tortur przyznał się do stawianych mu zarzutów i skazany na 10 lat łagru odbywał karę w łagrze „Kreml” na Wyspach Sołowieckich. W 1937 rozstrzelany.